# La Route tournante à Montgeroult
La Route tournante à Montgeroult est un tableau réalisé par le peintre français Paul Cézanne en 1898. De format vertical, cette huile sur toile est un paysage urbain qui représente une route tournant dans Montgeroult, dans ce qui est aujourd'hui le Val-d'Oise. Legs de la veuve de John Hay Whitney en 1998, l'œuvre est conservée depuis lors au Museum of Modern Art, à New York, dans l'État de New York, aux États-Unis.